# Arthur Blythe
Arthur Blythe (født 5. juli 1940 i Los Angeles, død 27. marts 2017) var en amerikansk altsaxofonist og komponist.
Blythe spillede i postbop-stil. Han spillede med bl.a. McCoy Tyner, Chico Hamilton, Gil Evans, Lester Bowie og Jack DeJohnette´s gruppe Special Edition. 
Han var med til at forme den moderne jazz-gruppe The Leaders sammen med Lester Bowie. Denne gruppe lavede tre plader i 1980'erne, og blev opløst, men gendannet i 2007, hvor de lavede en enkelt plade til.
Blythe indspillede en del i eget navn også. 